# Heikeopsis japonica
El cangrejo Heike o Heikegani (en japonés: 平家蟹, ヘイケガニ) (Heikeopsis japonica) es una especie de cangrejo nativo de Japón que en un caso de pareidolia en su coraza tiene un patrón que se asemeja a la cara de un samurái enojado, de ahí que se les conozca coloquialmente como cangrejo samurái. El folclore local cree que estos cangrejos son reencarnaciones de los espíritus de los guerreros Heike derrotados en la batalla de Dan-no-ura, la misma que se relata en el Cantar de Heike.

## Origen del patrón en la coraza
Carl Sagan usó a los Heikegani en su popular serie de televisión Cosmos: Un viaje personal como un ejemplo de selección artificial no intencionada, una interpretación publicada por Julian Huxley en 1952. De acuerdo con esta hipótesis, los pescadores locales regresaban al agua a los cangrejos con coraza que se asemejaban a un samurái como forma de respeto por los guerreros Heike, mientras que aquellos que no tenían esta semejanza se pescaban para comer, dándole así una ventaja reproductiva a los primeros. Así, los cangrejos que más se asemejaban a un samurái tenían más probabilidad de ser indultados y de regresar al mar.

## En la cultura popular
En Kwaidan: Historias y estudios de cosas extrañas, el escritor Lafcadio Hearn hace referencia al cangrejo Heike en "La historia de Mimi-Nashi-Hoichi".